# Guilford (CDP, New York)
Pour les articles homonymes, voir Guilford.
Guilford est une census-designated place du comté de Chenango, dans l'État de New York, aux États-Unis,. En 2020, elle compte une population de 322 habitants.